# Joubertberge
Die Joubertberge (selten englisch Joubert Mountains) sind ein Gebirge in der Region Kunene im Nordwesten Namibias. Sie erstrecken sich über eine Länge von etwa 35 Kilometer und erreichen eine Breite von nur wenigen Kilometern. Die höchste Erhebung ist 1866 m.
Die Joubertberge werden vom Joubert-Pass auf 1600 Meter Höhe (19° 22′ 44″ S, 013° 52′ 19″ O) sowie vom Robbie's-Pass auf 1200 Meter Höhe (18° 39′ 00″ S, 013° 32′ 00″ O) entlang der Hauptstraße C43 durchzogen.